# Tricornio

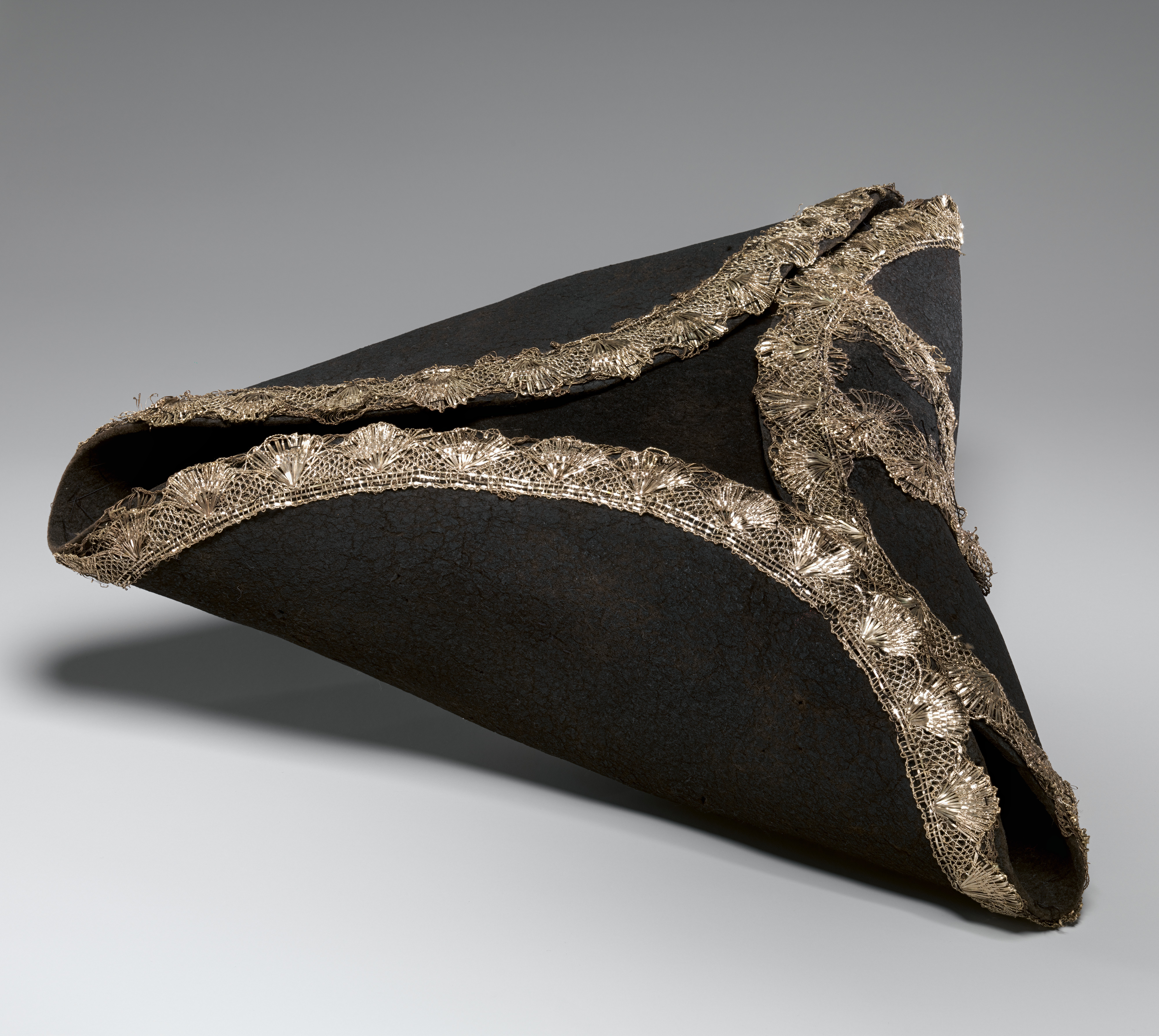
Tricornio italiano del siglo XVIII

El tricornio es un tipo de sombrero que inicialmente era de fieltro y con el ala ancha y doblada hacia arriba buscando la copa y formando tres picos, pero la denominación se presta a confusión o polémica porque el prefijo "tri" infiere tres "cuernos", en controversia con los dos picos reales que tiene en la actualidad e incluso desde el último tercio del siglo XVIII, cuando el pico delantero se fuerza adaptándose al contorno frontal de la copa y quedando físicamente solo dos picos laterales. A este tipo de sombrero se le denominaba "sombrero de tres picos puesto en batalla", que es exactamente el tipo de sombrero de tres picos que Napoleón popularizó y que el marqués de Esquilache quiso poner de moda.
La voz tricornio es un extranjerismo adoptado del francés (tricorne-trois cornes) o del inglés (tricorn-three corner), como sinónimo de sombrero de tres picos, cuando en aquellas dos lenguas su significado no es estrictamente sombrero, sino "tripicudo" o "triesquinado", por lo que su adopción en español no ha sido afortunada y ha inducido a numerosos errores, muchos de los cuales aún persisten en cuanto a la concepción que se tiene de lo que debe evocar o representar la palabra. En la documentación oficial de la Guardia Civil jamás se ha empleado este término, refiriéndose siempre a la voz genérica sombrero o a su descripción completa: sombrero de tres picos.

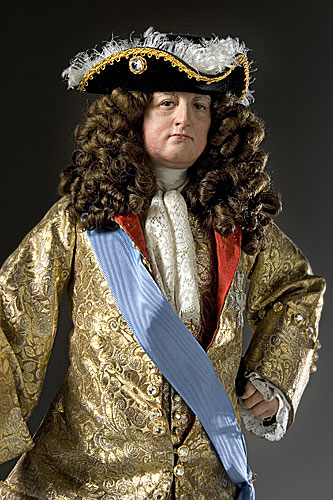
Figura de Luis XIV de Francia con tricornio
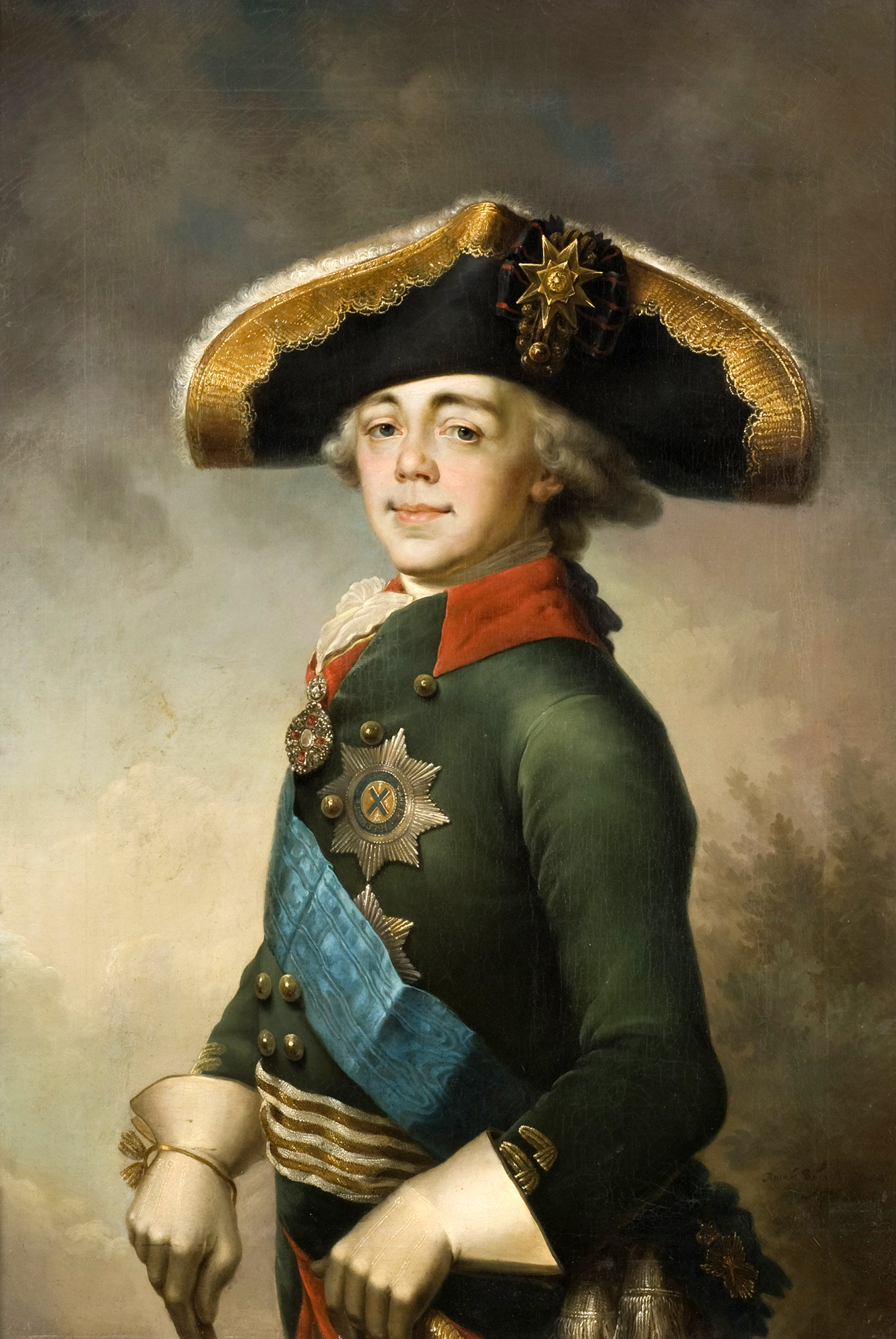
Retrato de Pablo I de Rusia con tricornio
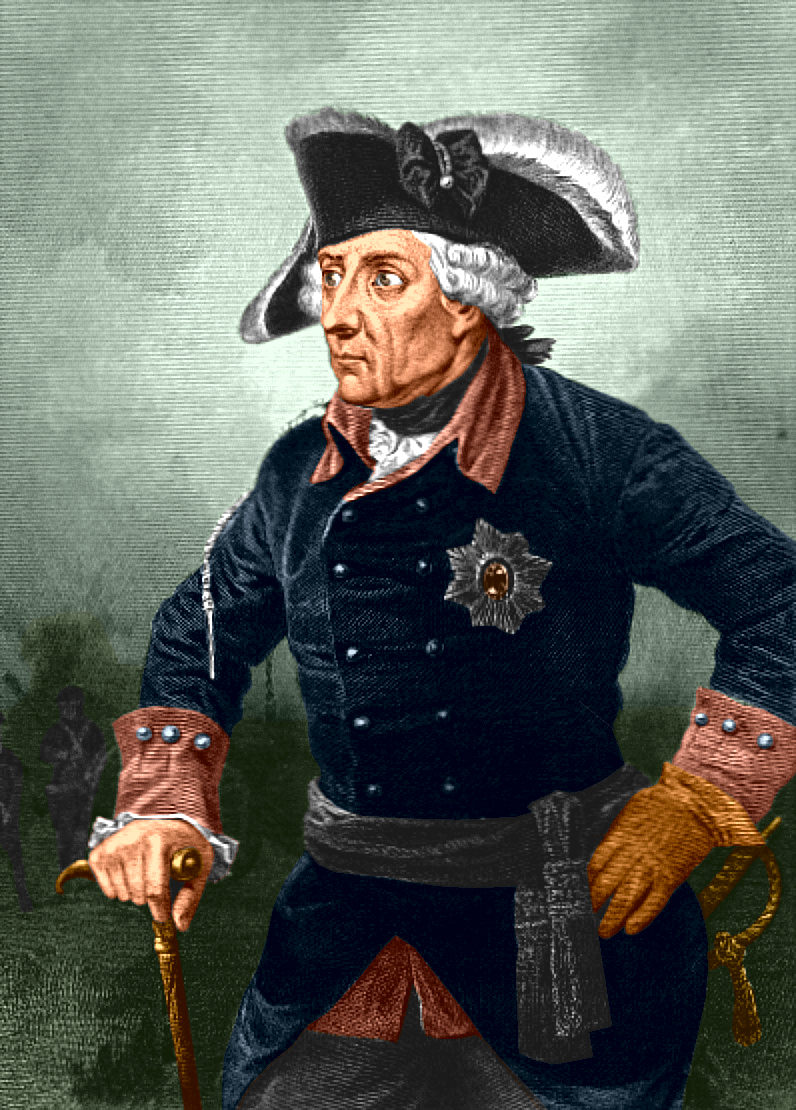
Retrato de Federico II de Prusia con tricornio
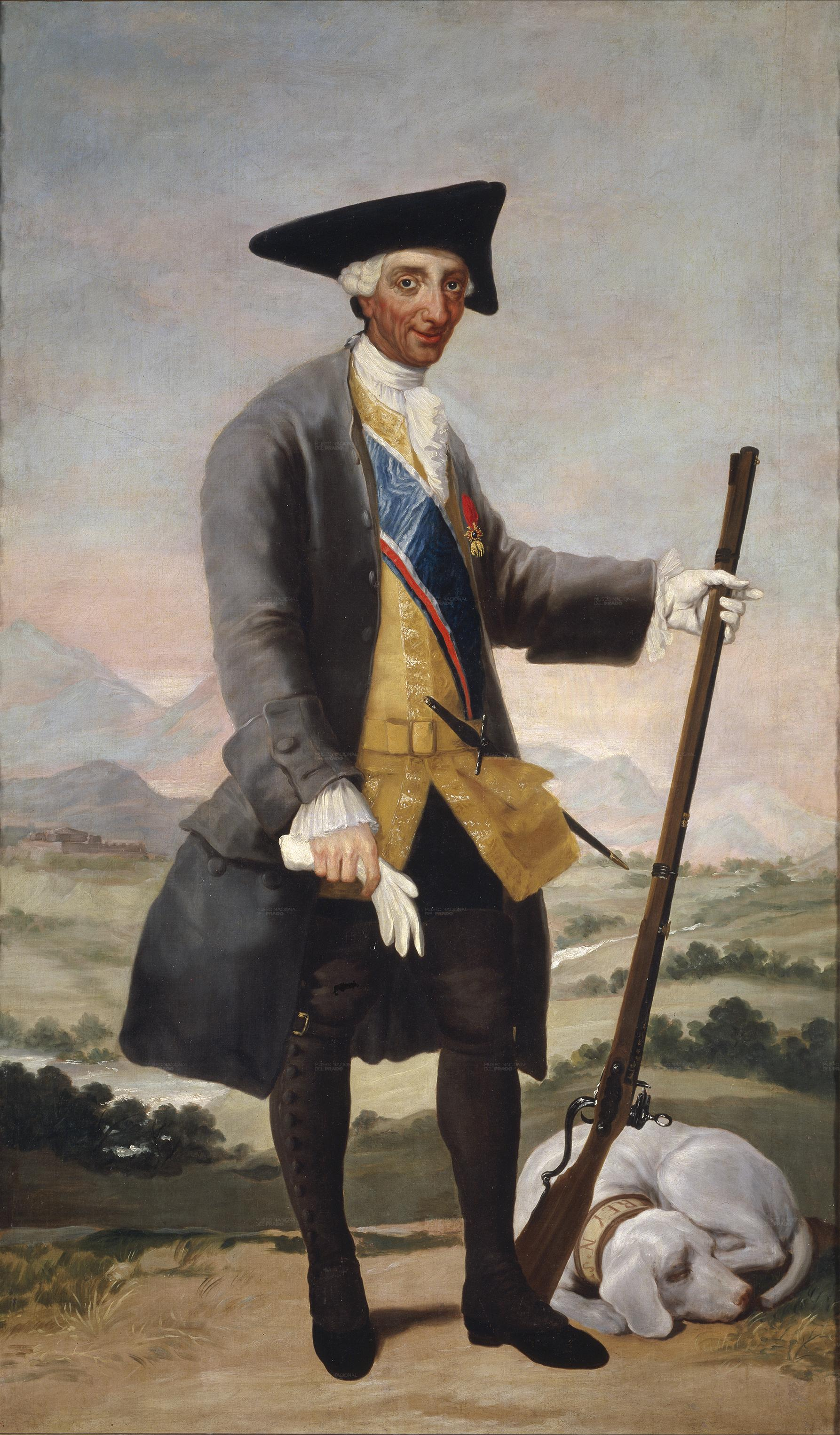
Retrato de Carlos III de España con vestimenta de caza, 1787.
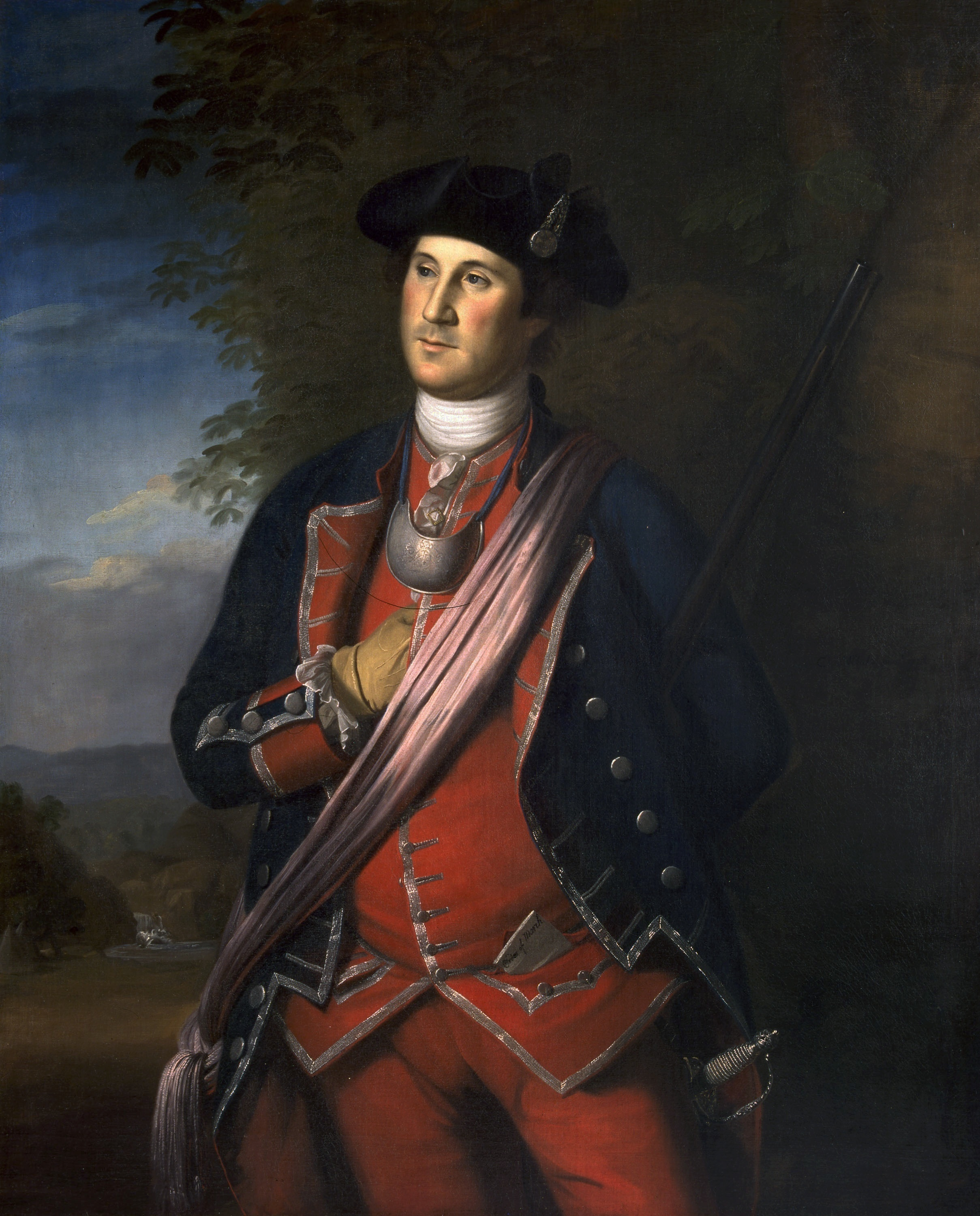
Retrato de George Washington con tricornio
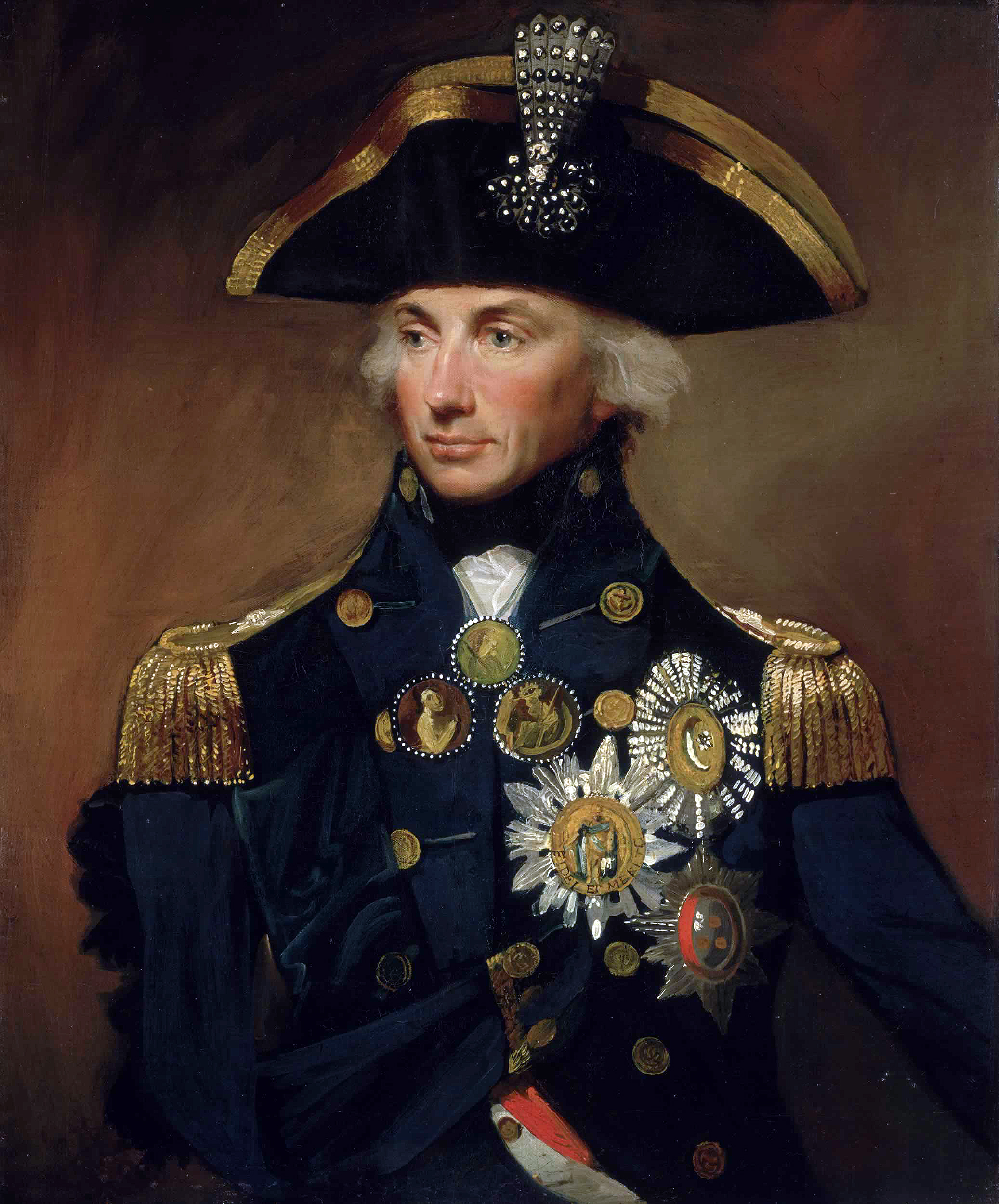
Retrato del Almirante Horatio Nelson
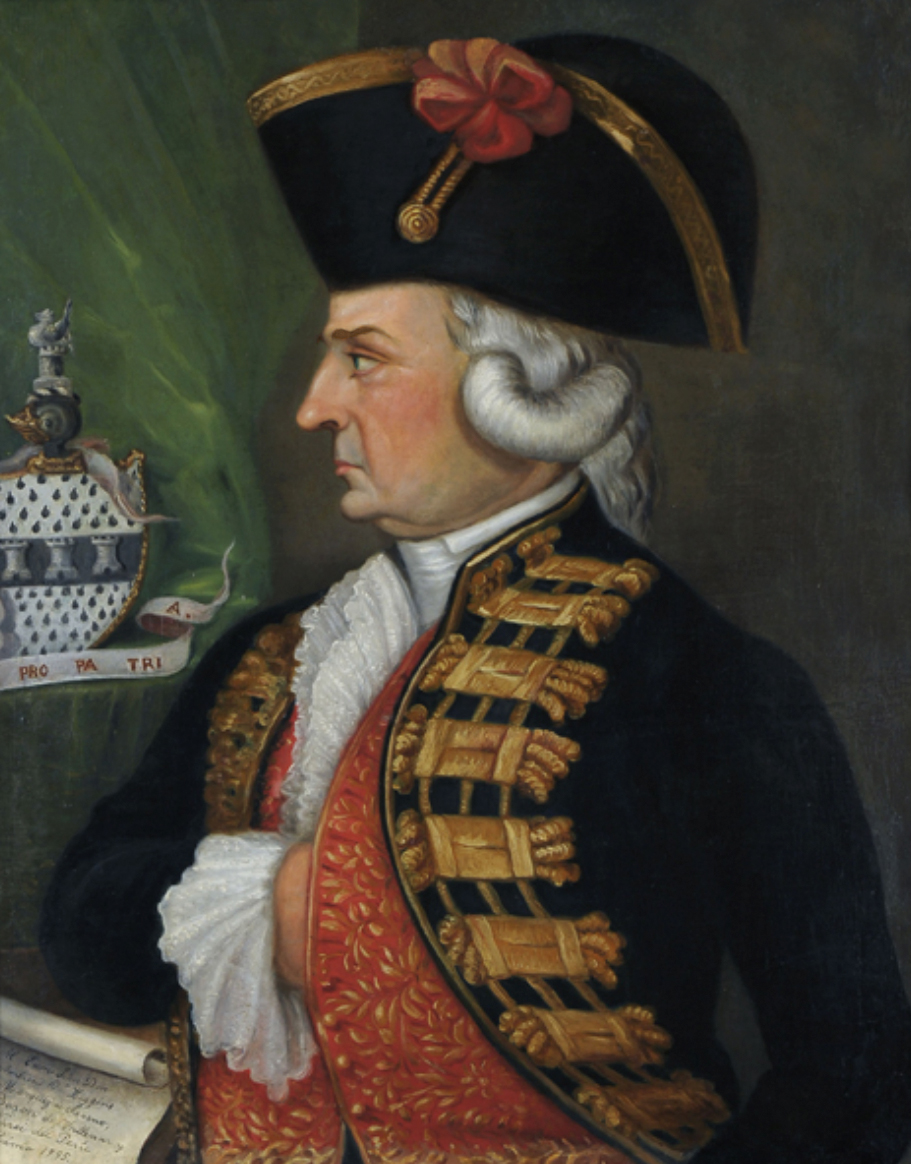
Retrato del Virrey del Perú Ambrosio O'Higgins
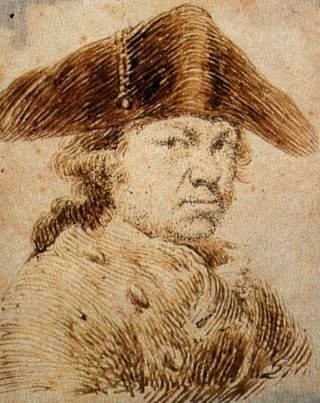
Autorretrato de Francisco de Goya con tricornio

Por otro lado, en la literatura historiográfica militar del siglo XVIII y XIX se emplean también términos más hispánicos como sombrero apuntado o encandilado; tanto en los Estados Militares de los diversos años, como en los Álbumes de la Infantería y de la Caballería de don Serafín María de Sutton y Abbach –conde Clonard–, que son un referente indiscutible para cualquier estudioso de la uniformología española.

## Historia

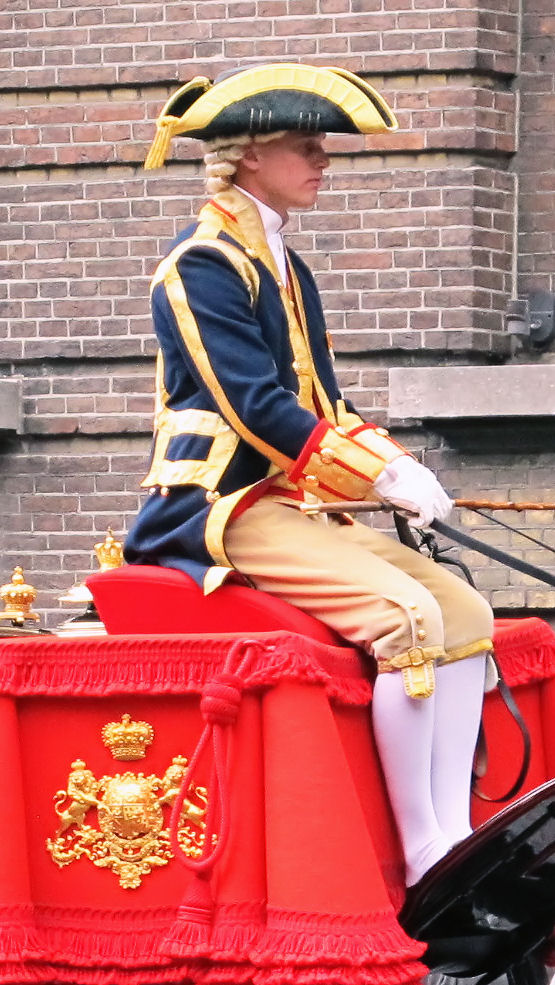
Tricornio al corte de Holanda

El sombrero redondo de ala ancha (chambergo, fieltro o chapeo), usado por los soldados en el siglo XVII, es el origen del de tres picos al elevarse, hacia primeros del XVIII, esta ancha ala por tres puntos (uno a cada lado y otro trasero) quedando con una forma de base triangular (la moda militar de la época estaba marcada por los usos de los ejércitos franceses). En el último tercio de este siglo se produjo la elevación del pico o "candil" delantero que poco a poco va quedando cada vez más adaptado y ceñido al frente de la copa (puesto en batalla) para desembarazar la vista y los movimientos en el uso de las armas.
Como prenda militar, en sus dos variantes de tres y dos picos –reales–, se usó durante todo el siglo XVIII y fue desapareciendo de la casi totalidad de los uniformes españoles con la entrada del siglo XIX. En su periodo más popular, también fue de uso civil, sobre todo en las colonias de Norteamérica. El motín de Esquilache de 1766 tuvo como desencadenante el bando de capas y sombreros con el que se pretendía acabar con la costumbre de ir embozados con capa larga y sombreros que ocultaban el rostro.
Este sombrero de tres picos se llevaba normalmente con la punta hacia adelante, como los Chelsea Pensioners del Reino Unido y los patriotas de la Revolución Americana. La parte superior es baja, a diferencia de los gorros usados por los puritanos o los sombreros de copa del siglo XIX.
Había tricornios muy sencillos y también sumamente extravagantes, incorporando incluso plumas, cintas y galones en oro o plata. En Estados Unidos los usan algunos equipos deportivos para conmemorar su independencia. El tricornio evolucionaría posteriormente al bicornio cuando pierde sus tres picos y al quedar solo dos se comienzan a ceñir por igual a la copa las dos alas restantes, este nuevo tipo de sombrero se portaba tanto "apuntado" de atrás hacia adelante, como atravesado, quedando así sus dos picos sobre cada hombro. Incluso en algunas ilustraciones de la época se pueden ver terciados o atravesados.

## Tricornio de la Guardia Civil Española

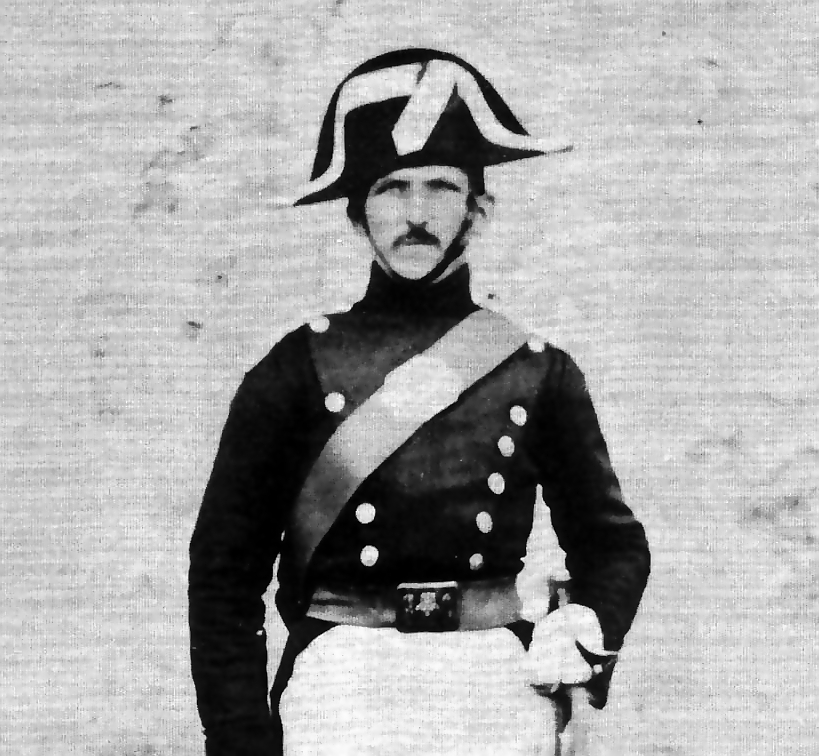
Primer modelo de sombrero de la Guardia Civil. Vigente desde la Fundación en 1844 hasta 1860 en que fue modificado "reduciendo sus medidas en un tanto" como rezaba la circular del inspector general don Isidoro de Hoyos y Rubín de Celis, marqués de Zornoza.

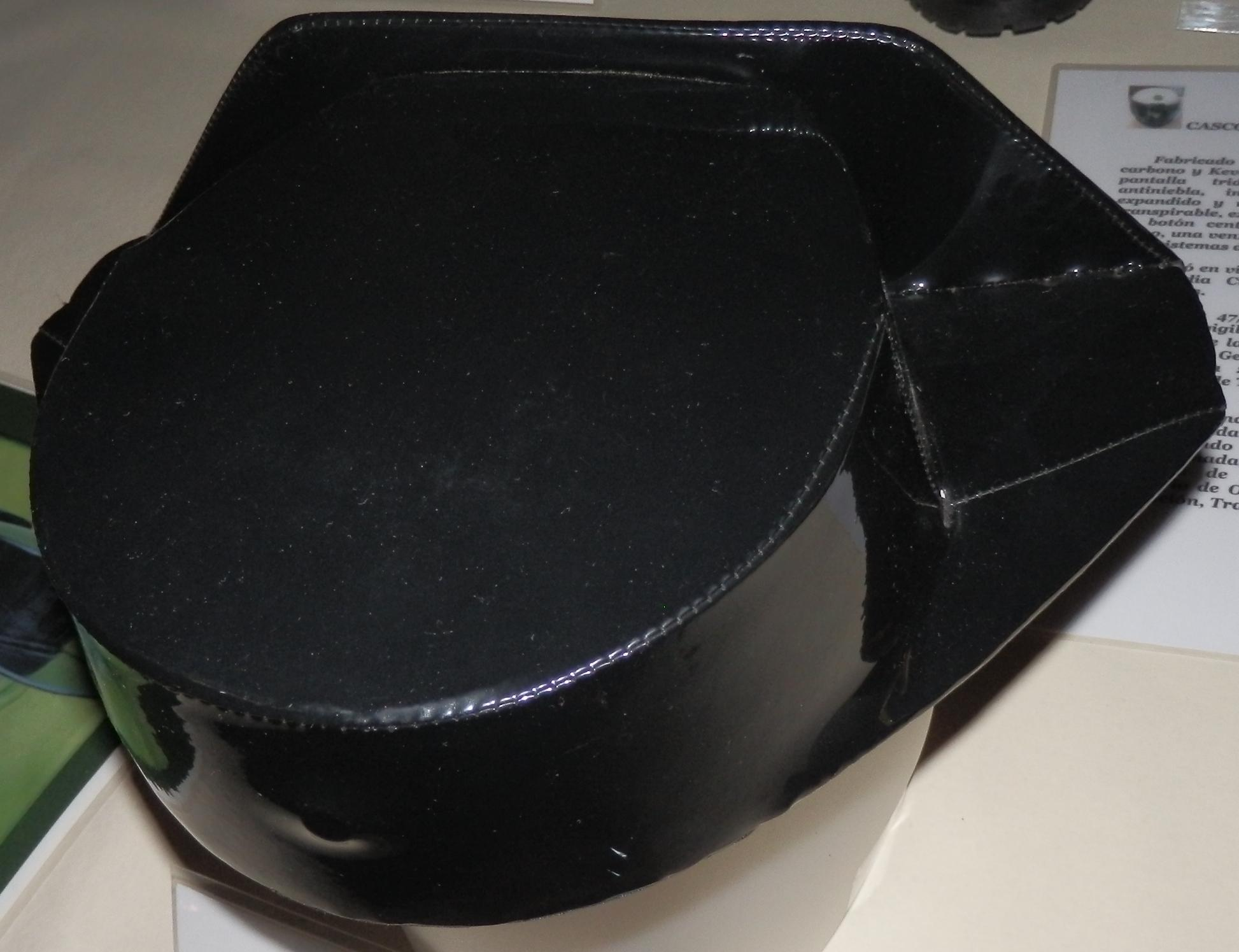
Tricornio (sombrero negro)

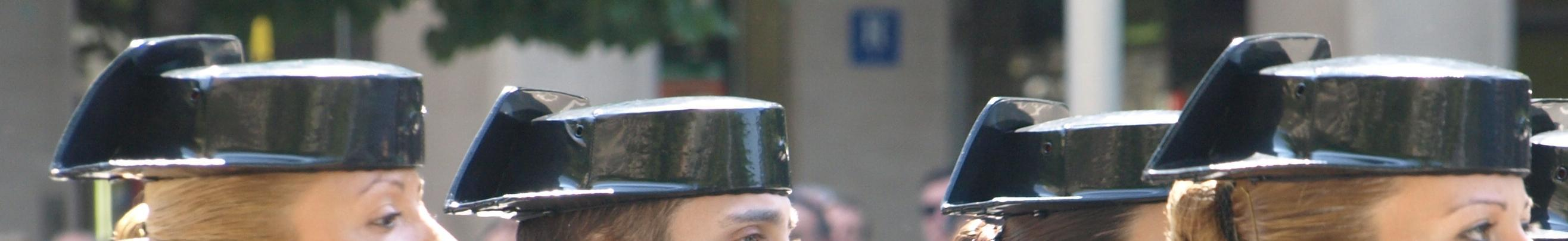
Tricornios en un desfile

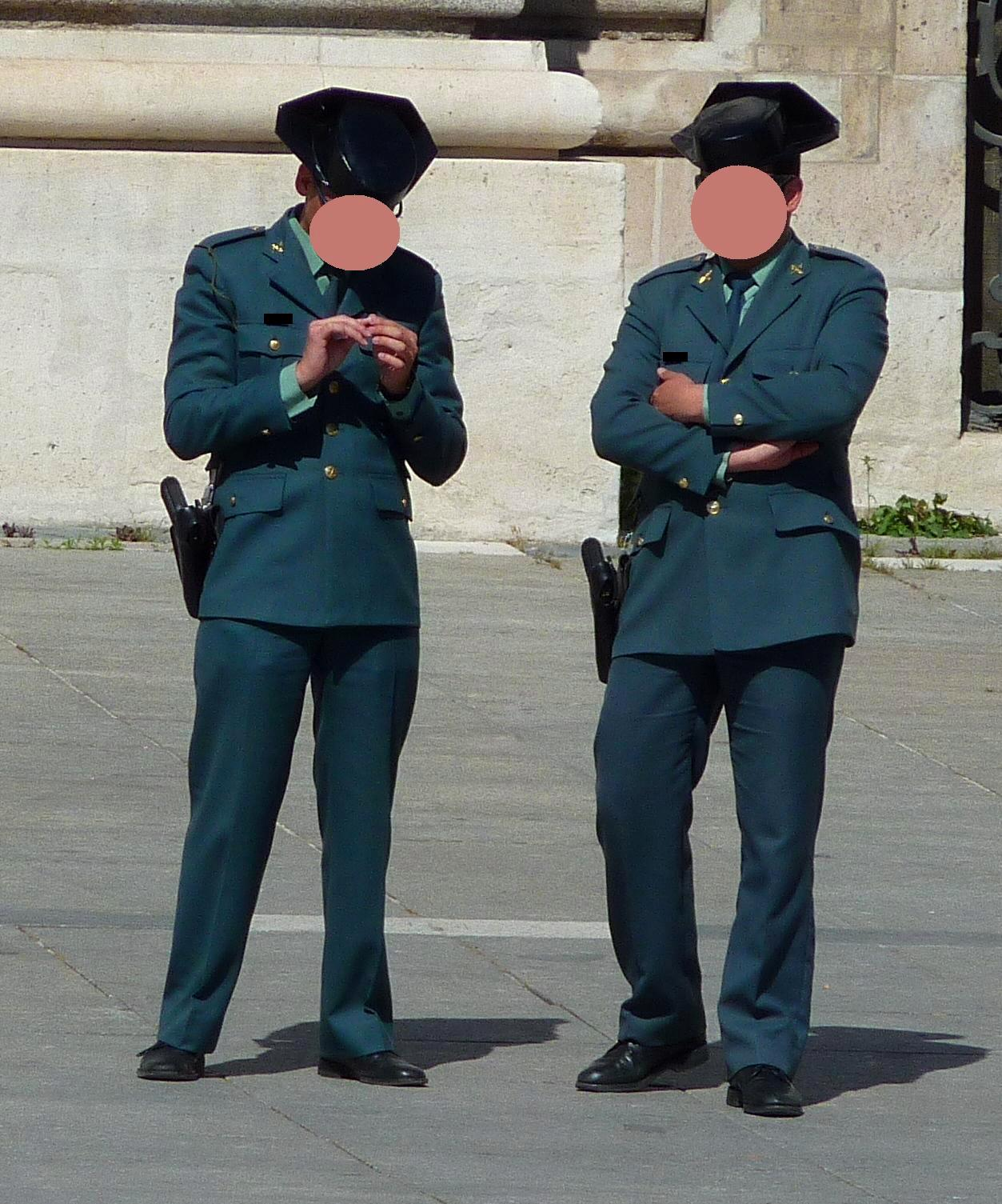
Pareja de agentes de la Guardia Civil con tricornio

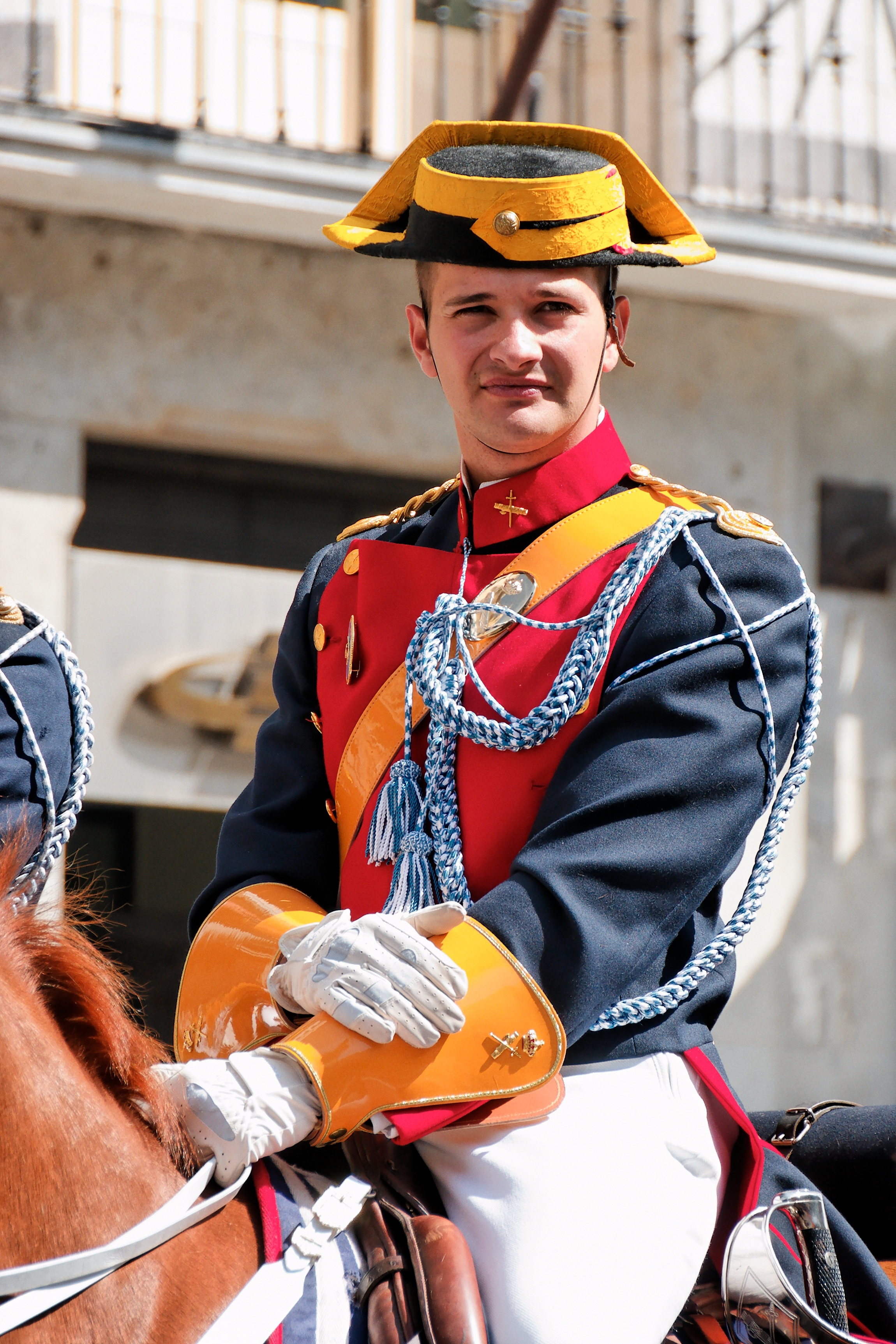
Guardia Civil con traje de gala y tricornio

Los antiguos Institutos de Carabineros y de la Guardia Civil, fueron creados por Reales Decretos de 9 de marzo de 1829 y 8 de marzo de 1844 respectivamente, y fueron organizados por los Mariscales de Campo José Ramón Rodil y Francisco Javier Girón, duque de Ahumada, primeros directores generales de dichos Cuerpos.
La Ley del 15 de marzo de 1940 organiza el Cuerpo de la Guardia Civil centralizando las misiones encomendadas a los antiguos Institutos. La Guardia Civil se fundó como un Cuerpo militarizado.
El tricornio de la Guardia Civil ha pervivido al más del largo siglo y medio de historia de la Benemérita con apenas unos cuantos cambios de dimensiones y una peculiaridad que comenzó siendo una solución de economía. Caracteriza a España y a la Guardia Civil y ya no es de fieltro sino de un material negro y brillante (no charol sino vinilo) que es una evolución del hule que se usaba para enfundar y proteger los viejos sombreros de las inclemencias meteorológicas a las que estaban sometidos los de los primeros Guardias Civiles en sus largos y sufridos servicios a la intemperie. Esta prenda de cabeza militar no fue creada por el duque de Ahumada, fundador del cuerpo en 1844, sino que fue propuesta para las fuerzas de caballería, mientras que para las de infantería se proponía un morrión o gorra similar a un ros. Fue la Reina Isabel II, a propuesta del General Narváez, quién resolvió extender el uso del tricornio a la fuerza de las dos armas.
Aquel viejo sombrero de fieltro negro, guarnecido todo el contorno de su amplia ala con galón de hilo blanco, con su ala trasera casi recta y elevada, y la delantera ceñida y curvada en torno al frente de la copa, con sus ya solo dos picos casi horizontales sobre cada oreja del Guardia Civil portador, era una prenda que confería elegancia y vistosidad, incluso prestancia y respeto, pero que no era nada económica y muy sensible al rápido deterioro por la acción del sol y de la meteorología.
Como consecuencia de ello Ahumada resolvió al poco tiempo autorizar el uso de unas rudimentarias fundas de hule que pudieron confeccionar las propias mujeres de los Guardias, aunque solo para servicios invernales en descampado o nocturnos; autorizándose no mucho después otra funda blanca para verano.
Estas fundas se acoplaban al sombrero "de gala" cerrándose bajo cada pico con dos pequeños botones, a cada lado. El sombrero de fieltro negro que iba debajo llevaba además en el frente una presilla de galón también blanco aunque más estrecho que sujetaba una escarapela, cucarda o cocarda (grana primero y con los colores nacionales después) y se remataba con un botón que la fijaba en medio de la pala delantera. La protuberancia de este botón se notaba perfectamente con la funda puesta y esta es la razón por la que los tricornios actuales mantienen este boyo frontal además de los cuatro pequeños botones negros bajo los picos.
Con el paso de los años se dispuso la utilización de sombreros cuyo armazón pudiera ser construido de cartón grueso o corcho y que llevando ya la funda de hule fija -y bien estirada- imitaran "en un todo" a los de gala, que ya solo se siguieron usando con esta modalidad de uniforme. Pasados los años 50 del siglo XX, el hule dio paso al plástico –vinilo– lo que le dio mayor brillo y apariencia.
El charol es un acabado que se le da al cuero, por lo que los sombreros de la Guardia Civil han podido ser acharolados, por imitar su color y su brillo, pero nunca de charol, porque nunca han sido construidos con este material.
Del boyo frontal se han escrito cosas tales como que es una reminiscencia del pico delantero, tercer pico que también se ha pretendido buscar en la inicial forma curvada de la pala trasera o en la propia copa, como también se han escrito otras peregrinas argumentaciones como que la pala trasera es plana para que los Guardias pudieran dormir con él puesto. Que es un derivado de la montera de los toreros y que su forma evoca una plaza de toros. Que se fabrica con piel de toro o que deriva de un llamado "sombrero de medio queso".
Que la forma del sombrero de la Guardia Civil no ha variado sustancialmente desde su fundación, salvo en lo que respecta a sus dimensiones generales, queda acreditado por numerosos documentos gráficos datados fidedignamente con anterioridad a su primera variación en 1860, entre otros una fotografía que se considera la primera tomada en la historia a un Guardia Civil en Reinosa entre 1855 y 1857 por el ingeniero ferroviario inglés William Atkinson y que se conserva en el Archivo General del Palacio Real de Madrid del Patrimonio Nacional.
Al inicio de la postguerra, los uniformes se modernizaron de acuerdo con las normativas establecidas para el resto del ejército, y en el Reglamento de Uniformidad de 1943 publicado por el Ministerio del Ejército el 27 de enero de 1943 se pueden ver las nuevas normas que regirán para el Ejército de Tierra, que incluye la Guardia Civil.
Con el Reglamento de Uniformidad y Equipo para el Ejército de 1943, los tricornios de gala pasaron de estar galoneados o guarnecidos con cinta de hilo blanco a seda amarilla, variando también el dibujo del galón que en lo sucesivo sería de hojas de roble.
En lo referente a prendas de cabeza, el sombrero negro o tricornio se mantiene y permanece como lo más representativo del Cuerpo.
Hasta 1987 los guardias tenían que adquirir sus propios uniformes. A partir de ese año, la dirección del Instituto compra los uniformes con sus fondos y los entrega a los guardias.
Las primeras unidades de la Guardia Civil que dejaron de utilizar el tricornio fueron las de tráfico, que empleaban casco o gorra de plato, y las unidades antiterroristas. Posteriormente, también se eliminó esa prenda entre la mayoría de quienes cubrían servicios de patrullas rurales motorizadas y en la Unidad Especial de Intervención.
La resistencia interna a la sustitución del tricornio hizo fracasar varios intentos de las autoridades políticas por cambiar esa prenda que, si bien tiene raíces históricas porque se empezó a utilizar en el año 1859, sólo 14 años después de crearse la Guardia Civil, no es práctica para las labores que desempeñan los guardias.
En 1989, Luis Roldán, director general de la Guardia Civil, dictó la Orden General que sustituyó el tricornio como prenda generalizada en la Guardia Civil. Se mantuvo su uso para los guardias que presten servicio en embajadas y edificios públicos de importancia, así como los destinados a la seguridad de los aeropuertos. Además, los guardias podían seguir usando el tricornio en su uniforme de paseo y en los desfiles.